# Karl Frederik af Anhalt-Bernburg
Fyrst Karl Frederik af Anhalt-Bernburg (tysk: Karl Friedrich, Fürst von Anhalt-Bernburg; 13. juli 1668 – 22. april 1721) var fyrste af det lille tyske fyrstendømme Anhalt-Bernburg fra 1718 til sin død i 1721.
Han tilhørte Huset Askanien og var søn af sin forgænger fyrst Viktor 1. Amadeus, som han efterfulgte ved dennes død i 1718.  Fyrst Karl Frederik blev efterfulgt af sin ældste overlevende søn, Viktor 2. Frederik.

## Ægteskaber og børn
Karl Frederik giftede sig første gang den 25. juni 1692 med sin kusine Sophie Albertine af Solms-Sonnenwalde (1662–1708), datter af grev Georg Frederik af Solms-Sonnenwalde. Efter hendes død i 1708 indgik han den 1. maj 1715 et morganatisk ægteskab med Wilhelmine Charlotte Nüssler (1683–1740), der i 1719 fik tillagt titlen Gräfin von Ballenstedt.

### Børn
| Navn                                      | Født                                      | Død                                       | Bemærkninger |
| Med Sophie Albertine af Solms-Sonnenwalde | Med Sophie Albertine af Solms-Sonnenwalde | Med Sophie Albertine af Solms-Sonnenwalde | Med Sophie Albertine af Solms-Sonnenwalde |
| ----------------------------------------- | ----------------------------------------- | ----------------------------------------- | --- |
| Elisabeth Albertine                       | 31. marts 1693                            | 7. juli 1774                              | Gift 2. oktober 1712 med Fyrst Günther 1. af Schwarzburg-Sondershausen |
| Friedrich Wilhelm                         | 3. september 1694                         | 28. december 1694                         | |
| Charlotte Sophie                          | 21. maj 1696                              | 22. juli 1762                             | Gift 19. juli 1721 med Prins August af Schwarzburg-Sondershausen |
| Auguste Wilhelmine                        | 1697                                      | 1767                                      | |
| Viktor 2. Frederik                        | 20. september 1700                        | 18. maj 1765                              | Fyrste af Anhalt-Bernburg Gift 1. gang 15. november 1724 med Louise af Anhalt-Dessau Gift 2. gang 22. maj 1733 med Albertine af Brandenburg-Schwedt Gift 3. gang (morganatisk) 13. november 1750 med Konstanze Schmidt |
| Frederikke Henriette                      | 24. januar 1702                           | 4. april 1723                             | Gift 11. december 1721 med Fyrst Leopold 1. af Anhalt-Köthen |

## Eksterne links
- Wikimedia Commons har flere filer relateret til Karl Frederik af Anhalt-Bernburg
- Slægten Askaniens officielle hjemmeside Arkiveret 21. august 2018 hos  Wayback Machine

| Karl FrederikHuset AskanienFødt: 13. juli 1668 Død: 22. april 1721 |                                       |                                   |
| Titler som regent                                                  |                                       |                                   |
| Foregående: Viktor 1. Amadeus                                      | Fyrste af Anhalt-Bernburg 1718 – 1721 | Efterfølgende: Viktor 2. Frederik |